# اوله یورگن آنفیندسن
اوله یورگن آنفیندسن (انگلیسی: Ole Jørgen Anfindsen؛ زادهٔ ۱۸ مارس ۱۹۵۸) دانشمند، نویسنده اهل نروژ است.